# Ptychografi

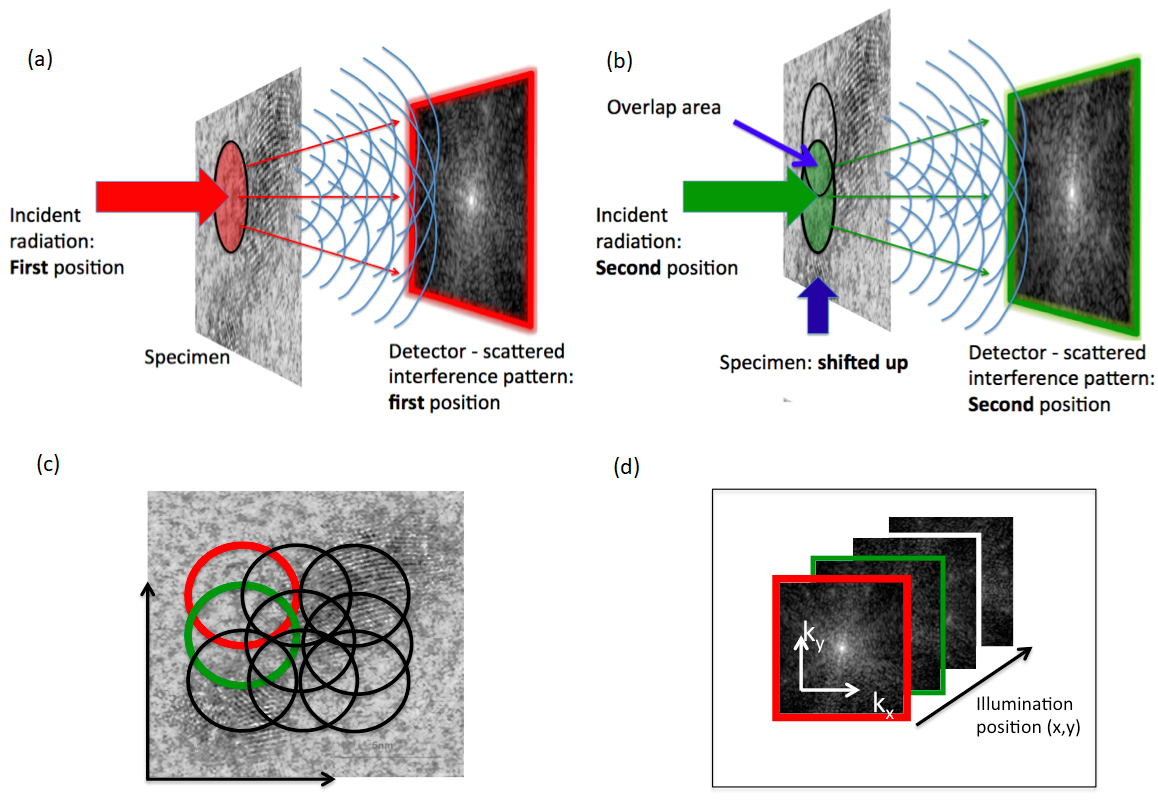
Illustration över de grundläggande stegen i ett ptychografiskt experiment. (a) Koherent ljus infaller från vänster och interagerar med en begränsad del av objektet. En detektor nedströms om provet registrerar ett interferensmönster från den första positionen. (b) Provet flyttas till nästa position (i detta fall uppåt) och det infallande ljuset skapar ett andra mönster som registreras av detektorn. Observera överlappningen av de belysta områdena som är nödvändigt för en lyckad rekonstruktion. (c) Objektet skannas över många överlappande områden för att skapa det hela ptychografiska datasetet. (d) Hela datasetet är fyrdimensionellt: för varje 2D-belysningsposition (x, y), finns det ett 2D diffraktionsmönster (k_{x}, k_{y}).

Ptychografi är en beräkningsbaserad mikroskopiteknik som kan användas med synligt ljus, röntgenstrålar, extremt ultraviolett (EUV) eller elektroner för att avbilda objekt som är så små att deras storlek är jämförbar med våglängden av den bestrålande källan. När strålen träffar ett sådant litet objekt uppstår diffraktion, vilket innebär att detektorn inte registrerar en direkt bild av objektet, utan ett diffraktionsmönster som visar hur ljuset eller elektronerna har interagerat med objektet.
Till skillnad från traditionella mikroskop som använder linser för att skapa en bild, bygger ptychografi på att rekonstruera objektet genom att analysera dessa diffraktionsmönster från överlappande områden av objektet tillsammans med information om den infallande strålen. Genom att systematiskt skanna provet med överlappande punkter, samlas flera diffraktionsmönster in som kan användas för att matematiskt återskapa både strukturell och kemisk information om provet. Eftersom metoden är oberoende av optiska linser och därmed dess begränsningar, är den särskilt användbar för avbildning på atomskala, där det är svårt och kostsamt att tillverka högkvalitativa linser med hög numerisk apertur. En av de stora fördelarna med ptychografi är dess förmåga att tydligt avbilda genomskinliga objekt utan att behöva använda färgning eller märkning för att skapa kontrast, eftersom den är känslig för strålningens fas snarare än dess absorption.